# Golfo Perevoznaja
Il golfo Perevoznaja (in russo бухта Перевозная?) è un'insenatura situata sulla costa nord-occidentale del golfo dell'Amur (compreso a sua volta nel golfo di Pietro il Grande), in Russia. Si affaccia sul mar del Giappone e appartiene al Chasanskij rajon, nel Territorio del Litorale (Circondario federale dell'Estremo Oriente).

## Geografia
Il golfo Perevoznaja è compreso tra capo Perevoznyj (мыс Перевозный), a nord, e capo Stenina (мыс Стенина) a sud. Sulla costa meridionale uno stretto istmo separa il golfo dalla laguna Caplič'ja (лагуна Цапличья) che è collegata alla vicina baia della Narva. Sulla costa sud-occidentale c'è il villaggio di Perevoznoe (o Perevoznaja).
Alcuni corsi d'acqua sfociano nel golfo, il maggiore è il Suchaja Rečka (Сухая Речка).